# Petar Musa
Petar Musa (Zagreb, Croacia, 4 de marzo de 1998) es un futbolista croata que juega como delantero en el F. C. Dallas de la Major League Soccer.

## Trayectoria
Debutó en la Liga de Fútbol de la República Checa con el F. C. Slovan Liberec el 16 de febrero de 2019 en una derrota a domicilio por 2-1 contra el F. C. Baník Ostrava. Marcó 14 goles en la temporada de la Liga Checa de Fútbol 2019-20 y ganó el premio al máximo goleador junto a Libor Kozák.
Se incorporó al F. C. Unión Berlín de la Bundesliga en calidad de cedido hasta el final de la temporada 2020-21 el 1 de febrero de 2021, el último día de la ventana de transferencias de invierno de 2020-21. La revista deportiva Kicker informó de que la cuota de préstamo pagada al Slavia de Praga fue de 200 000 euros. El 17 de abril, marcó su primer gol en la Bundesliga en la victoria por 2-1 en casa contra el VfB Stuttgart.
El 25 de agosto de 2021 se incorporó al Boavista F. C. de Portugal en calidad de cedido por una temporada, con opción de compra.
El 20 de mayo de 2022 se anunció su incorporación a la S. L. Benfica para la temporada 2022-23. Firmó un contrato hasta 2027. Marcó 17 goles en 66 partidos durante una campaña y media, en la que ganaron la Primeira Liga y la Supercopa de Portugal, y el 1 de febrero de 2024 fue traspasado al F. C. Dallas.

## Estadísticas

### Clubes
Actualizado al último partido disputado el 24 de enero de 2024.
| Club                                    | Div.          | Temporada     | Liga  | Liga  | Copas nacionales | Copas nacionales | Copas internacionales | Copas internacionales | Total | Total |
| Club                                    | Div.          | Temporada     | Part. | Goles | Part.            | Goles            | Part.                 | Goles                 | Part. | Goles |
| --------------------------------------- | ------------- | ------------- | ----- | ----- | ---------------- | ---------------- | --------------------- | --------------------- | ----- | ----- |
| N. K. Zagreb · Croacia                  | 1.ª           | 2015-16       | 6     | 0     | 0                | 0                | ―                     | ―                     | 6     | 0     |
| N. K. Zagreb · Croacia                  | 2.ª           | 2016-17       | 10    | 0     | 0                | 0                | ―                     | ―                     | 10    | 0     |
| N. K. Zagreb · Croacia                  | Total club    | Total club    | 16    | 0     | 0                | 0                | 0                     | 0                     | 16    | 0     |
| F. K. Viktoria Žižkov · República Checa | 2.ª           | 2017-18       | 20    | 5     | 1                | 1                | ―                     | ―                     | 21    | 6     |
| F. K. Viktoria Žižkov · República Checa | 2.ª           | 2018-19       | 14    | 6     | 2                | 0                | ―                     | ―                     | 16    | 6     |
| F. K. Viktoria Žižkov · República Checa | Total club    | Total club    | 34    | 10    | 3                | 1                | 0                     | 0                     | 37    | 12    |
| F. C. Slovan Liberec · República Checa  | 1.ª           | 2018-19       | 10    | 0     | 1                | 0                | ―                     | ―                     | 11    | 0     |
| F. C. Slovan Liberec · República Checa  | 1.ª           | 2019-20       | 17    | 7     | 3                | 1                | ―                     | ―                     | 20    | 8     |
| F. C. Slovan Liberec · República Checa  | Total club    | Total club    | 27    | 7     | 4                | 1                | 0                     | 0                     | 31    | 8     |
| S. K. Slavia Praga · República Checa    | 1.ª           | 2019-20       | 14    | 7     | 0                | 0                | ―                     | ―                     | 14    | 7     |
| S. K. Slavia Praga · República Checa    | 1.ª           | 2020-21       | 14    | 4     | 1                | 0                | 6                     | 0                     | 21    | 4     |
| F. C. Unión Berlín · Alemania           | 1.ª           | 2020-21       | 14    | 1     | ―                | ―                | ―                     | ―                     | 14    | 1     |
| F. C. Unión Berlín · Alemania           | Total club    | Total club    | 14    | 1     | 0                | 0                | 0                     | 0                     | 14    | 1     |
| S. K. Slavia Praga · República Checa    | 1.ª           | 2021-22       | 2     | 0     | 0                | 0                | 2                     | 0                     | 4     | 0     |
| S. K. Slavia Praga · República Checa    | Total club    | Total club    | 30    | 11    | 1                | 0                | 8                     | 0                     | 39    | 11    |
| Boavista F. C. Portugal                 | 1.ª           | 2021-22       | 27    | 11    | 4                | 1                | ―                     | ―                     | 31    | 12    |
| Boavista F. C. Portugal                 | Total club    | Total club    | 27    | 11    | 4                | 1                | 0                     | 0                     | 31    | 12    |
| S. L. Benfica Portugal                  | 1.ª           | 2022-23       | 30    | 7     | 5                | 2                | 6                     | 2                     | 41    | 11    |
| S. L. Benfica Portugal                  | 1.ª           | 2023-24       | 14    | 5     | 5                | 1                | 6                     | 0                     | 25    | 6     |
| S. L. Benfica Portugal                  | Total club    | Total club    | 44    | 12    | 10               | 3                | 12                    | 2                     | 66    | 17    |
| Total carrera                           | Total carrera | Total carrera | 192   | 53    | 22               | 6                | 20                    | 2                     | 234   | 61    |

## Palmarés

### Títulos nacionales
| Título                               | Club               | País            | Año  |
| ------------------------------------ | ------------------ | --------------- | ---- |
| Liga de Fútbol de la República Checa | S. K. Slavia Praga | República Checa | 2020 |
| Primeira Liga                        | S. L. Benfica      | Portugal        | 2023 |
| Supercopa de Portugal                | S. L. Benfica      | Portugal        | 2023 |